# 1352
- Wikisource

| Calendário gregoriano                                                        | 1352 MCCCLII                                         |
| Ab urbe condita                                                              | 2105                                                 |
| Calendário arménio                                                           | 801 – 802                                            |
| Calendário bahá'í                                                            | -492 – -491                                          |
| Calendário budista                                                           | 1896                                                 |
| Calendário chinês                                                            | 4048 – 4049 Início a 17 de janeiro (aproximadamente) |
| Calendário copta                                                             | 1068 – 1069                                          |
| Calendário etíope                                                            | 1344 – 1345                                          |
| Calendários hindus - Vikram Samvat - Calendário nacional indiano - Cáli Iuga | 1407 – 1408 1273 – 1274 4452 – 4453                  |
| Calendário Holoceno                                                          | 11352                                                |
| Calendário islâmico                                                          | 753 – 754                                            |
| Calendário judaico                                                           | 5112 – 5113                                          |
| Calendário persa                                                             | 730 – 731                                            |
| Calendário rúnico                                                            | 1602                                                 |
| Calendário solar tailandês                                                   | 1895                                                 |

1352 (MCCCLII, na numeração romana) foi um ano bissexto do século XIV do Calendário Juliano,da Era de Cristo, e as suas letras dominicais foram  A e G (52 semanas), teve início a um domingo e terminou a uma segunda-feira.
| Ano completo                       |
| ---------------------------------- |
| Ano bissexto com início ao domingo |

## Eventos
- 18 de dezembro - É eleito o papa Inocêncio VI ( o 5º a residir em Avinhão), para suceder a Clemente VI.

## Mortes
- 18 de Agosto - Mem Gonçalves Amado foi senhor de Penela e de Alvarães e o 1º alcaide-mor do Castelo de Penedono, n. 1275.
- 6 de dezembro - Clemente VI, 198º papa, depois de 10 anos de pontificado em Avinhão.